# 7 (буква)
7 (семь) — буква расширенной латиницы, используемая в некоторых индейских и африканских языках. Выглядит идентично цифре 7.

## Использование

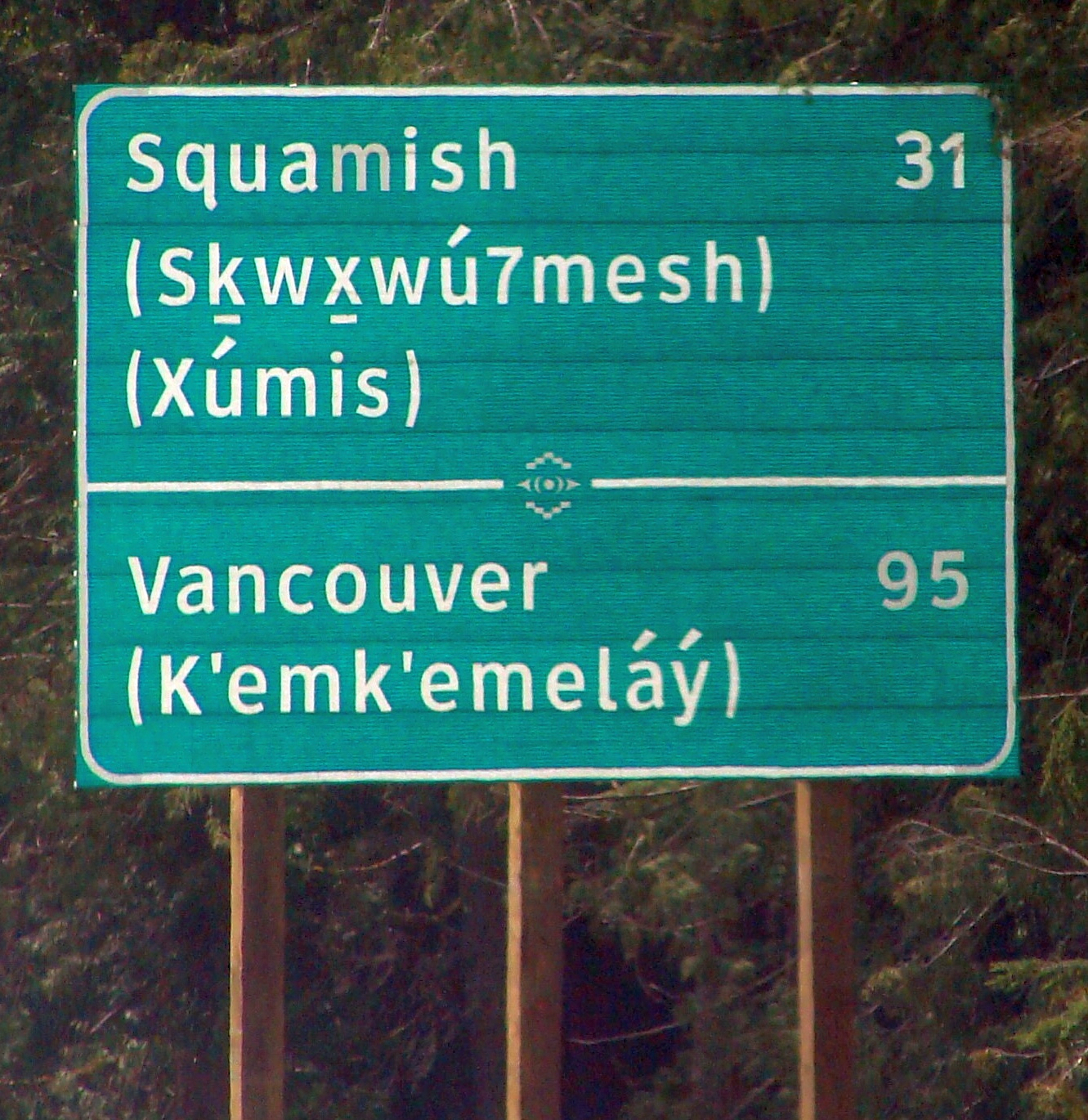
Двуязычный дорожный язык в Британской Колумбии, Канада. В надписи на языке скомиш использована буква 7.

Используется в языках нухалк, шусвап, скомиш, лиллуэт, майяских языках, а также в нескольких африканских языках, таких как гофа и воламо. Обозначает гортанную смычку (цифра 7 была выбрана из-за сходства с ʔ).
В арабском интернет-транслите 7 используется для передачи буквы ха (ﺡ).

## Кодировка
В качестве отдельного символа в Юникод не внесена, поэтому используется обычная цифра 7.